# Brisinga trachydisca
Brisinga trachydisca är en sjöstjärneart som beskrevs av Fisher 1916. Brisinga trachydisca ingår i släktet Brisinga och familjen Brisingidae.
Artens utbredningsområde är Filippinerna. Inga underarter finns listade i Catalogue of Life.